# (73877) 1997 CS6
(73877) 1997 CS6 – planetoida z pasa głównego asteroid okrążająca Słońce w ciągu 3,64 lat w średniej odległości 2,37 j.a. Odkryta 4 lutego 1997 roku.